# Gullfoss
A Gullfoss, magyarul arany vízesés Izland délnyugati részén a Hvítá folyó kanyonjában található. A vízesés a sziget egyik legnépszerűbb turistalátványossága. A Hvítá folyó szélesen érkezik a vízesés első fokához, ahol 11, majd szinte közvetlenül ezután 21 métert zuhanva egy szűk hasadékban folytatja útját. A szurdokot a vulkáni erők hozták létre, de a jégkorszak óta már a folyó bővíti, mélyíti tovább. A folyó átlagos vízhozama nyaranta itt 140 m³/s, amely a téli időszakban lecsökken 80 m³/s-ra. A legnagyobb áradások idején az itt lezúduló víz mennyisége akár 2000 m³/s is lehet.
A 20. század első felében és a hetvenes években is felmerült, hogy a folyó vizének energiáit hasznosítani kellene. A terület tulajdonosaitól, Tómas Tómassontól és Halldór Halldórssontól az 1920-as években külföldi befektetők kívánták megvenni a földet, hogy erőművet építhessenek. A beruházásra anyagi okok miatt nem került sor, de később az egyik eredeti tulajdonos lánya, Sigríður Tómasdóttir környezetvédelmi mozgalmat indított a vízesés eredeti formájában történő megőrzésére. Ebben nagy segítségére volt Sveinn Björnsson jogász, aki később Izland köztársasági elnöke (1944-1952) is lett. Sigríður Tómasdóttir tevékenységének emlékét kőtábla örökíti meg a helyszínen.
A víz erejének kihasználásra irányuló további terveknek csak az vetett véget, hogy a vízesés és környéke 1979-ben természetvédelmi terület lett.
A Haukadalur gejzírrel és a Þingvellir Nemzeti Parkkal együtt a Gullfoss-vízesés képezik az Arany körút nevű izlandi túraútvonal állomásait.

## Galéria

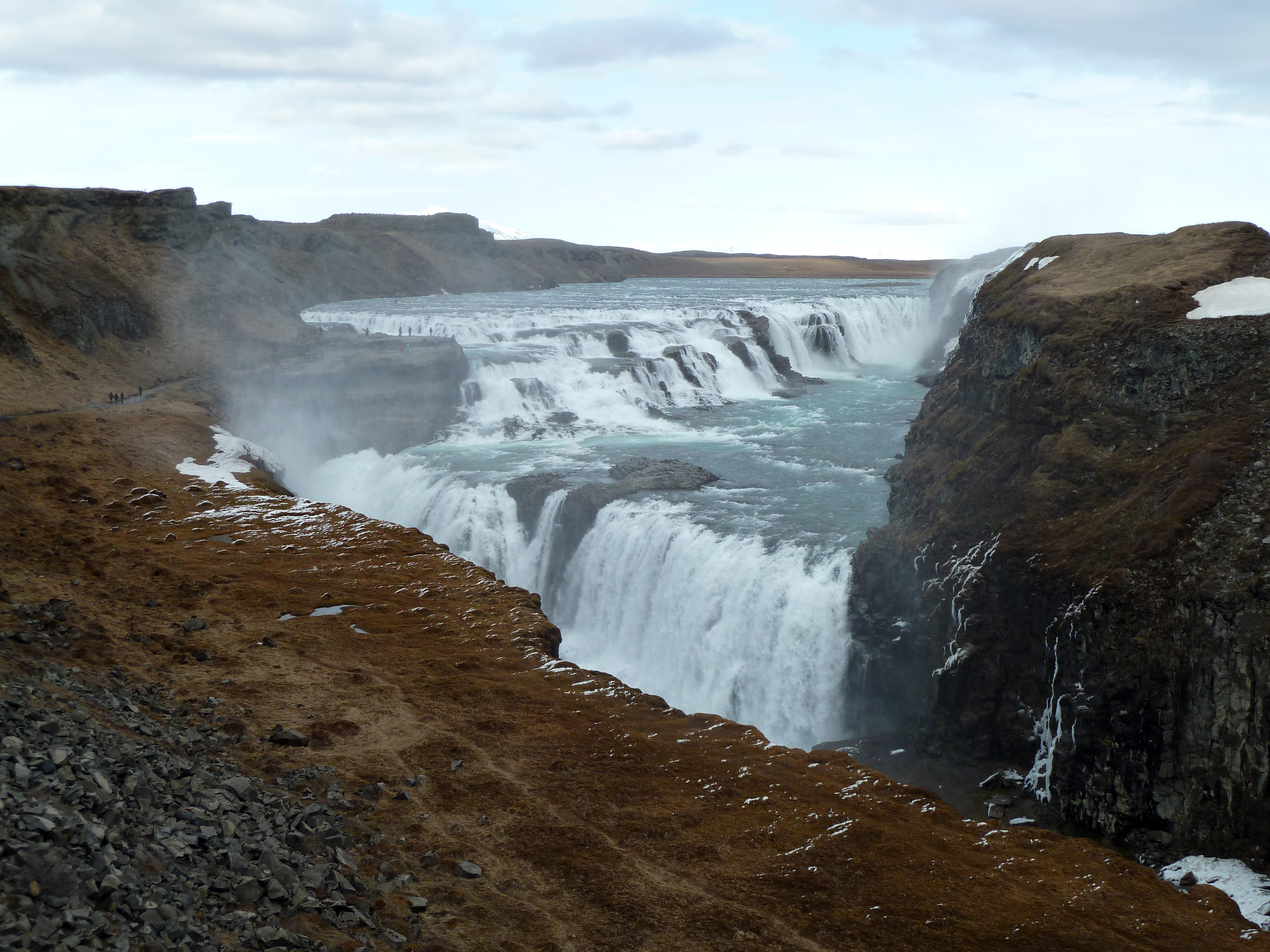
A folyó érkezése a síkságról
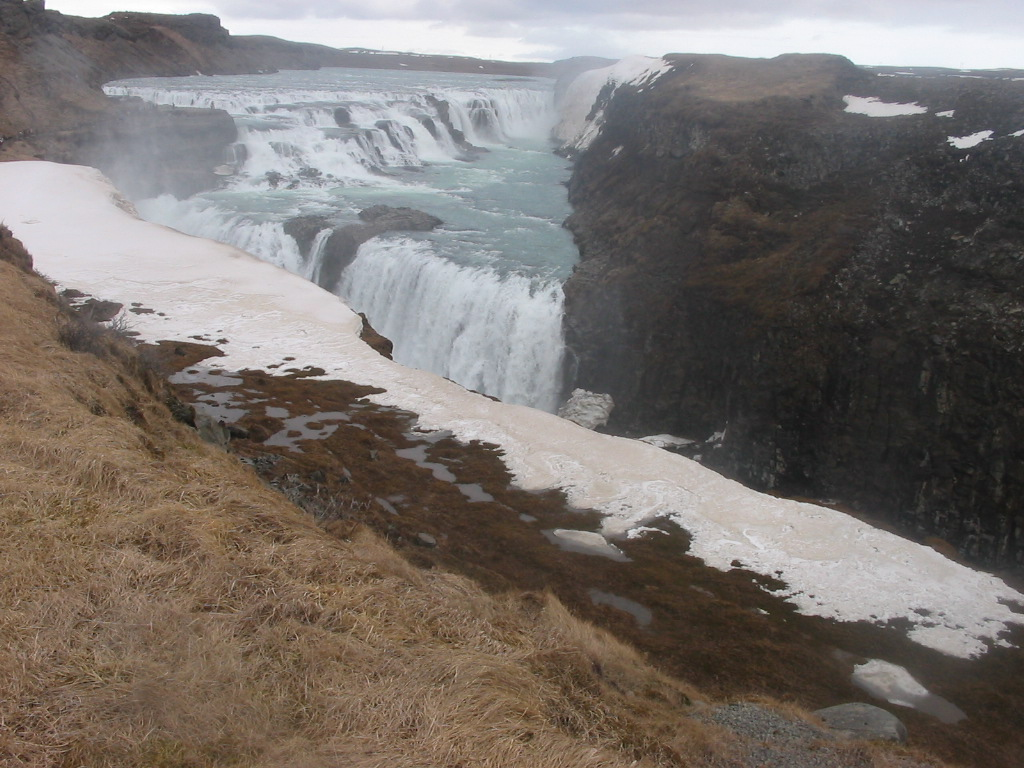
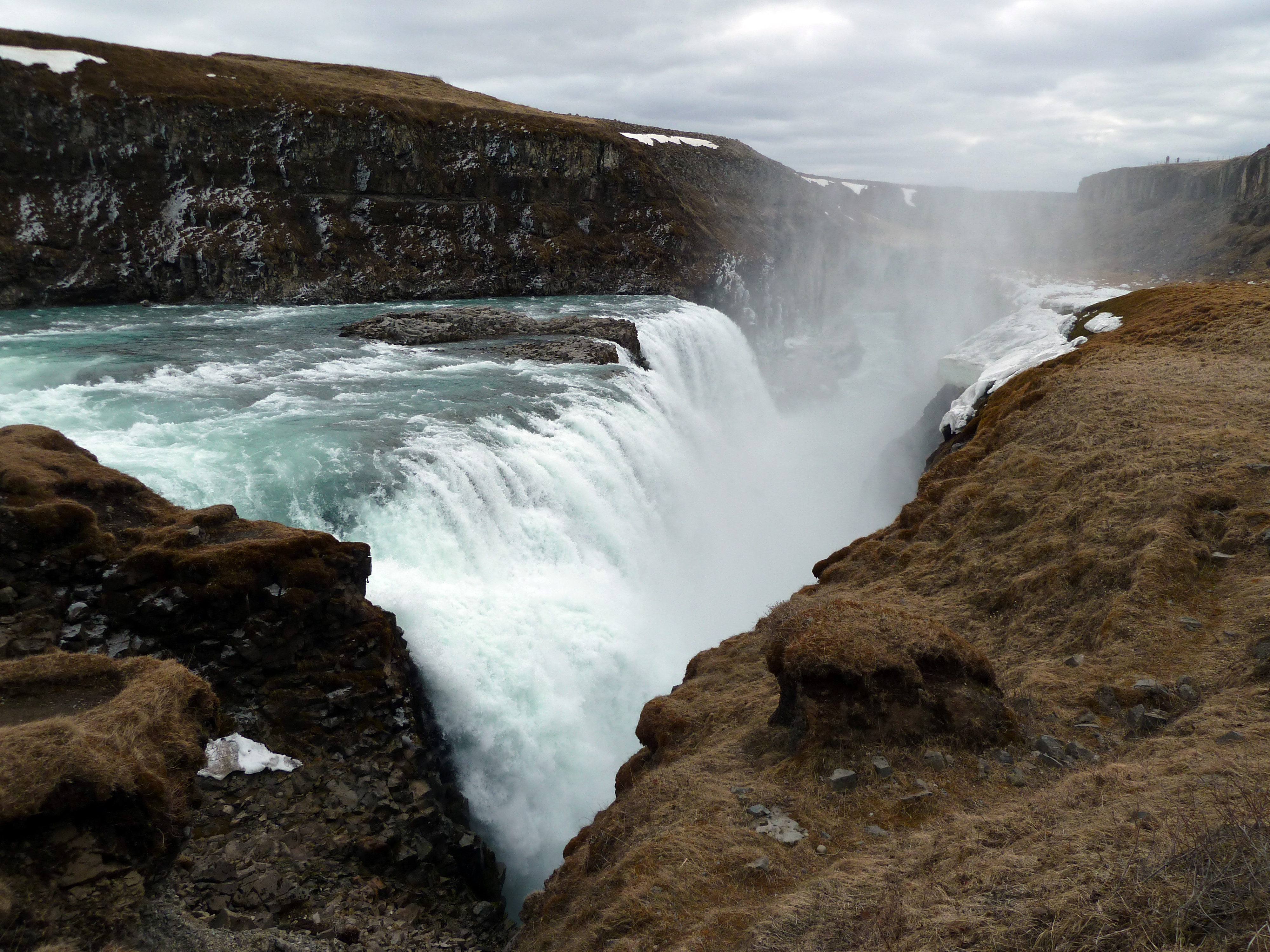
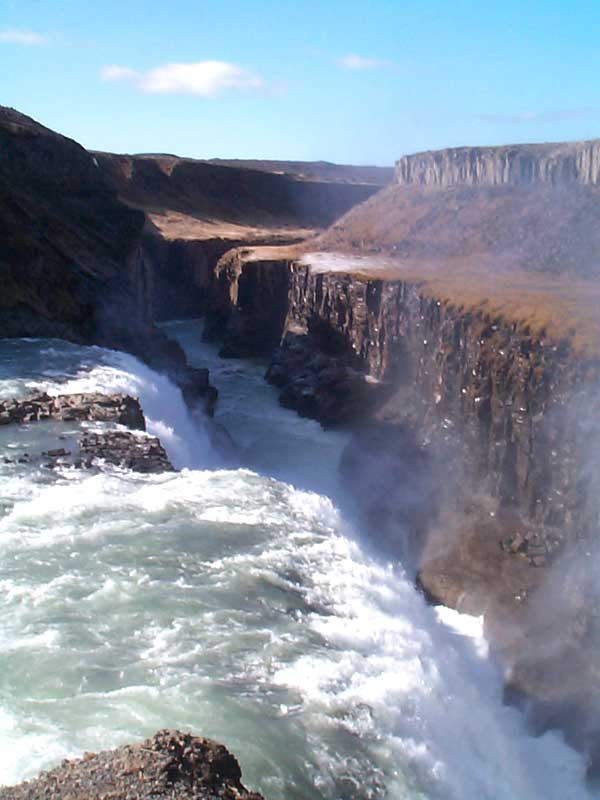
A folyó távozása a hasadékba

## Fordítás
Ez a szócikk részben vagy egészben  a   Gullfoss című angol Wikipédia-szócikk ezen változatának fordításán alapul.  Az eredeti cikk szerkesztőit annak laptörténete sorolja fel. Ez a jelzés csupán a megfogalmazás eredetét és a szerzői jogokat jelzi, nem szolgál a cikkben szereplő információk forrásmegjelöléseként.